# Teatro Estadual Palácio das Artes Rondônia
O Teatro Estadual Palácio das Artes Rondônia é um teatro brasileiro localizado na Avenida Presidente Dutra, no bairro Olaria, em Porto Velho, capital de Rondônia. A construção teve início em 1998 e foi inaugurada em 2014. É o maior teatro da Região Norte, superando o  Teatro Amazonas, em Manaus e o Theatro da Paz, em Bélem. O teatro pertence ao Governo do Estado de Rondônia.

## Estrutura física
O complexo conta com dois teatros:
Teatro Palácio das Artes Rondônia
É o maior, com capacidade para comportar cerca de 1005 pessoas e está localizado no prédio principal, de frente para a Avenida Presidente Dutra. Sua inauguração ocorreu no dia 25 de outubro de 2014, primeiramente ocorreu um ato solene e em seguida o grupo "O Imaginário", de Porto Velho, apresentou a peça "As mulheres do Aluá". Durante o fim de semana inicial do espaço outros grupos de Porto Velho, São Paulo e Manaus se apresentaram no local.
Teatro Guaporé

É o teatro do bolso do complexo. Tem capacidade para 235 pessoas e sua entrada é pela rua Tabajara. Foi inaugurado no dia 20 de junho de 2014 com o espetáculo "A Falecida", clássico de Nelson Rodrigues. A peça ficou em cartaz por três dias. O primeiro dia foi reservado apenas a autoridades do estado e convidados. Nos dias seguintes, 21 e 22 de junho, a peça foi aberta gratuitamente ao público, ocasionando em grande procura e lotação máxima do espaço. 

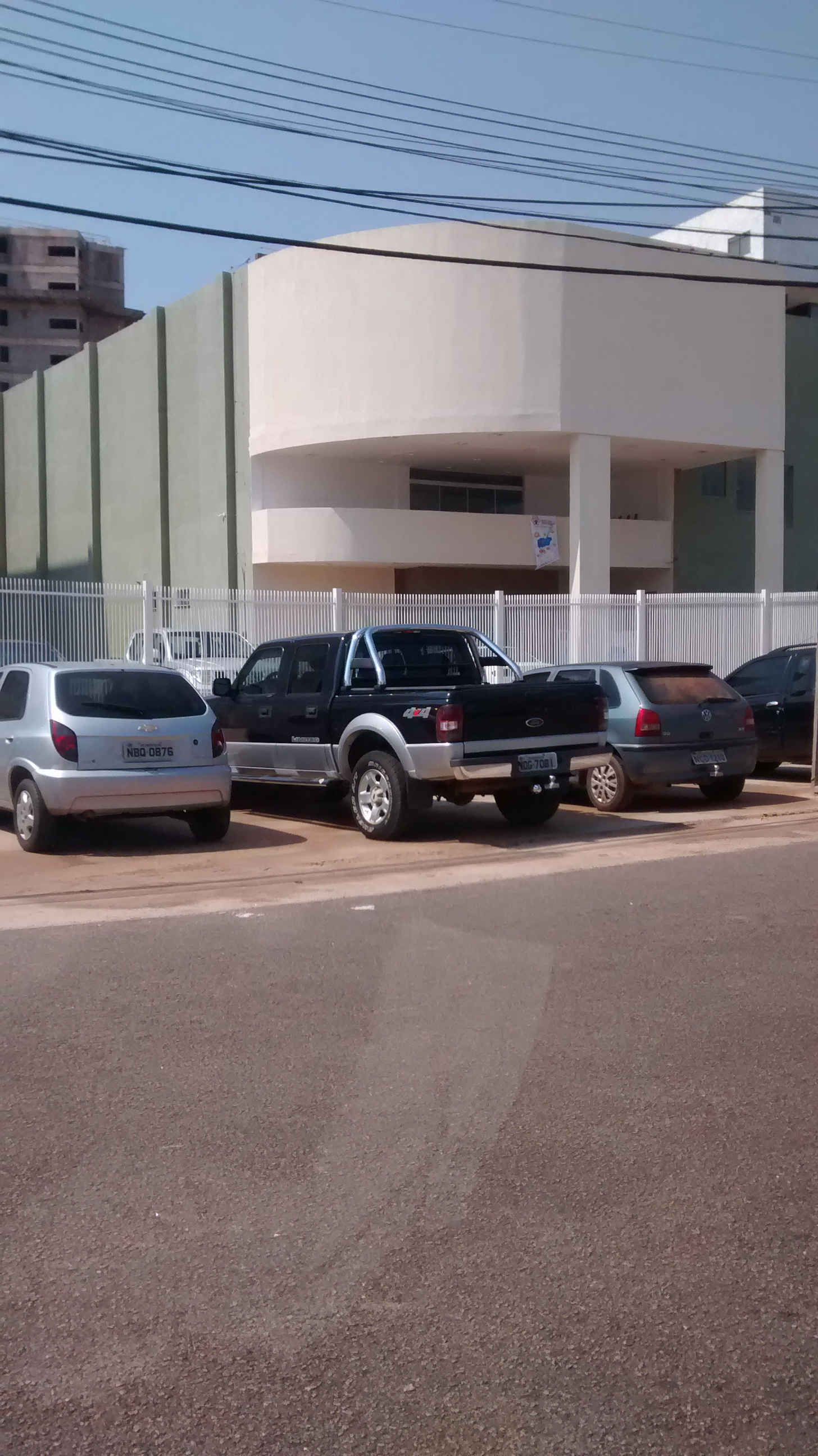
Fachada do teatro Guaporé vista da rua Tabajara.

## Ficha técnica
O complexo conta com uma excelente estrutura, tecnologia de ponta e equipamentos modernos:
Ficha técnica do Teatro Palácio das Artes Rondônia
- Área interna: 2276m², onde se destacam

Palco - 643,74m²
Plateia - 897,17m²
Camarotes - 193,33m²
- Palco modelo italiano
- Moderna tecnologia para montagem de diversos tipos de espetáculos (cênicos, audiovisuais e musicais) e de grande porte
- Elevador de fosso de orquestra
- Dois camarins coletivos e sala de ensaio
- Área administrativa e de produção
- 1005 poltronas ergonômicas, com poltrona para obesos, áreas reservadas para cadeiras de rodas
- Amplo hall e foyer com toaletes, atendendo a legislação de acessibilidade

Ficha técnica do Teatro Guaporé
- Área interna: 620m²
- 235 poltronas ergonômicas
- Palco modelo italiano

Ficha técnica geral do complexo
- Área externa total: 14.384,00m²
- Localização privilegiada
- Bilheterias informatizadas
- Estacionamento

Gestão 2020
Presidente:
Diretor Administrativo e Financeiro:
Administrador da Biblioteca Pública Estadual Dr. José Pontes Pinto :
Administradora da Casa de Cultura Ivan Marrocos:
Administradora de Museu da Memória Rondoniense: Ednair Rodrigues